# Hans Kreissig
Hans Kreissig (* 23. Mai 1856; † 28. Dezember 1929 in Dallas, Texas) war ein US-amerikanischer Pianist, Musikpädagoge und Dirigent deutscher Herkunft. 1900 war er Gründungsdirigent des heutigen Dallas Symphony Orchestra.

## Leben
Kreissig wurde 1856 in deutschen Landen geboren. Nach einem Kompositions- und Dirigierstudium bei Arthur Sullivan in London spielte er in mehreren europäischen Ländern und begleitete den Kornettisten Jules Levy am Klavier.
Zur Weihnachtszeit 1883 reiste er mit einer Londoner Operncompagnie nach Dallas, Texas. 1884 machte er sich dort mit Klavier- und Orgelunterricht sesshaft. Er leitete Chöre in jüdischen Synagogen und katholischen Kirchen. Im Dezember 1886 nahm er das Angebot des weltlichen Männerchors Dallas Frohsinn an, gegen ein Honorar Schüler zu unterrichten und zu dirigieren. Im Oktober 1887 leitete er den Chor bei einer Aufführung von Charles Gounods Faust; Henry J. Frees spielte am Klavier. Im März 1892 trat der Chor mit einem Orchester auf und Kreissig dirigierte u. a. Werke von Franz von Suppè und Johannes Brahms. Nachdem er den Chor zu texanischen Festivals nach San Antonio (1887), Houston (1902), Galveston (1909) und Austin (1911) geführt hatte, stellte er 1912 seine Chorleitertätigkeit ein. Darüber hinaus begründete er ein Beethoven-Trio und eine Kammermusikgruppe namens Phoenix Club. In seiner letzten Schaffensperiode arbeitete er als Klavierlehrer.
1900 war er so weit, dass er in Dallas ein Orchester aufstellte. Kreissig warb in Dallas für sein Projekt und konnte so das Orchester für mehrere Saisons am Leben halten (siehe Dallas Symphony Orchestra). 1905 folgte ihm der deutschstämmige Konzertmeister Walter J. Fried.
Kreissig war mit einer französischstämmigen Texanerin verheiratet.

## Hans Kreissig Legacy Society
1987 wurde eine Hans Kreissig Legacy Society gegründet, die sich den Spendern des Orchesters annimmt.